# Valmeinier
Valmeinier est une commune française située dans le département de la Savoie, en région Auvergne-Rhône-Alpes.

## Géographie

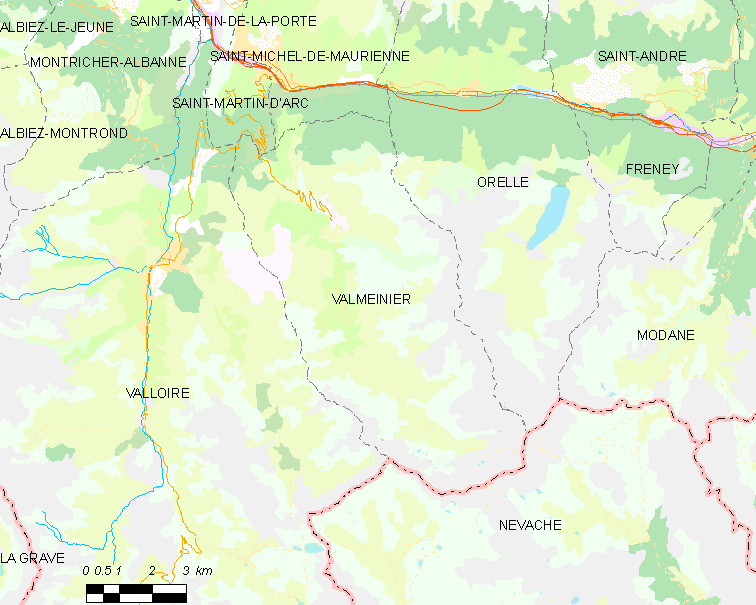
Plan du territoire des Valmeinier.

La commune de Valmeinier est située au sud du département de la Savoie, sur le versant méridional de la Maurienne. Elle se trouve dans une vallée suspendue d'orientation sud-nord, drainée par le torrent de la Neuvache et culminant à plus de 3 000 m au mont Thabor. Elle est accessible au départ de Saint-Michel-de-Maurienne par la route montant au col du Télégraphe, à 20 km depuis la vallée.
Au contraire de la vallée voisine de Valloire, le val de Valmeinier est en cul-de-sac et n'a qu'un accès par le nord.

### Hameaux
Valmeinier est composée d'un grand nombre de hameaux qui ont souvent gardé un certain cachet, avec de vieilles maisons au toit de lauze. On distingue cependant trois pôles principaux :
- sur l'adret à 1 500 m le chef-lieu, village bâti sur la pente est du torrent de la Neuvache avec l'église, le cimetière, la mairie, quelques commerces et résidences touristiques ;
- plus au sud et plus haut sur le même versant, Valmeinier 1800, station d'altitude à 1 800 m qui fonctionne en saison touristique avec de nombreux hébergements en résidence et en hôtel, et de nombreux équipements en rapport avec l'activité touristique (office de tourisme, restaurants, cinéma, discothèque...) ;
- enfin le 3e pôle est le secteur de la Girodière-l'Arméra sur le versant ubac, en face de Valmeinier 1500. Historiquement, c'est le premier secteur touristique de Valmeinier. Devenu un peu vétuste, il est actuellement rénové et continue son développement. Il est relié à l'adret par le télésiège de l'Arméra[1].

### Communes limitrophes
Les communes limitrophes de Valmeinier sont Valloire, Saint-Martin-d'Arc, Saint-Michel-de-Maurienne, Orelle, toutes situées en Maurienne  et Névache située dans les Hautes-Alpes.
| Saint-Martin-d'Arc | Saint-Michel-de-Maurienne | Orelle |
| Valloire           | Valmeinier                | Orelle |
| Valloire           | Névache                   | Orelle |

## Urbanisme

### Typologie
Au 1er janvier 2024, Valmeinier est catégorisée commune rurale à habitat dispersé, selon la nouvelle grille communale de densité à sept niveaux définie par l'Insee en 2022.
Elle est située hors unité urbaine et hors attraction des villes,.

### Occupation des sols
L'occupation des sols de la commune, telle qu'elle ressort de la base de données européenne d’occupation biophysique des sols Corine Land Cover (CLC), est marquée par l'importance des forêts et milieux semi-naturels (97,6 % en 2018), en diminution par rapport à 1990 (98,5 %). La répartition détaillée en 2018 est la suivante : 
espaces ouverts, sans ou avec peu de végétation (45,6 %), milieux à végétation arbustive et/ou herbacée (38,5 %), forêts (13,5 %), espaces verts artificialisés, non agricoles (1,3 %), zones agricoles hétérogènes (1,1 %).
L'IGN met par ailleurs à disposition un outil en ligne permettant de comparer l’évolution dans le temps de l’occupation des sols de la commune (ou de territoires à des échelles différentes). Plusieurs époques sont accessibles sous forme de cartes ou photos aériennes : la carte de Cassini (XVIIIe siècle), la carte d'état-major (1820-1866) et la période actuelle (1950 à aujourd'hui).

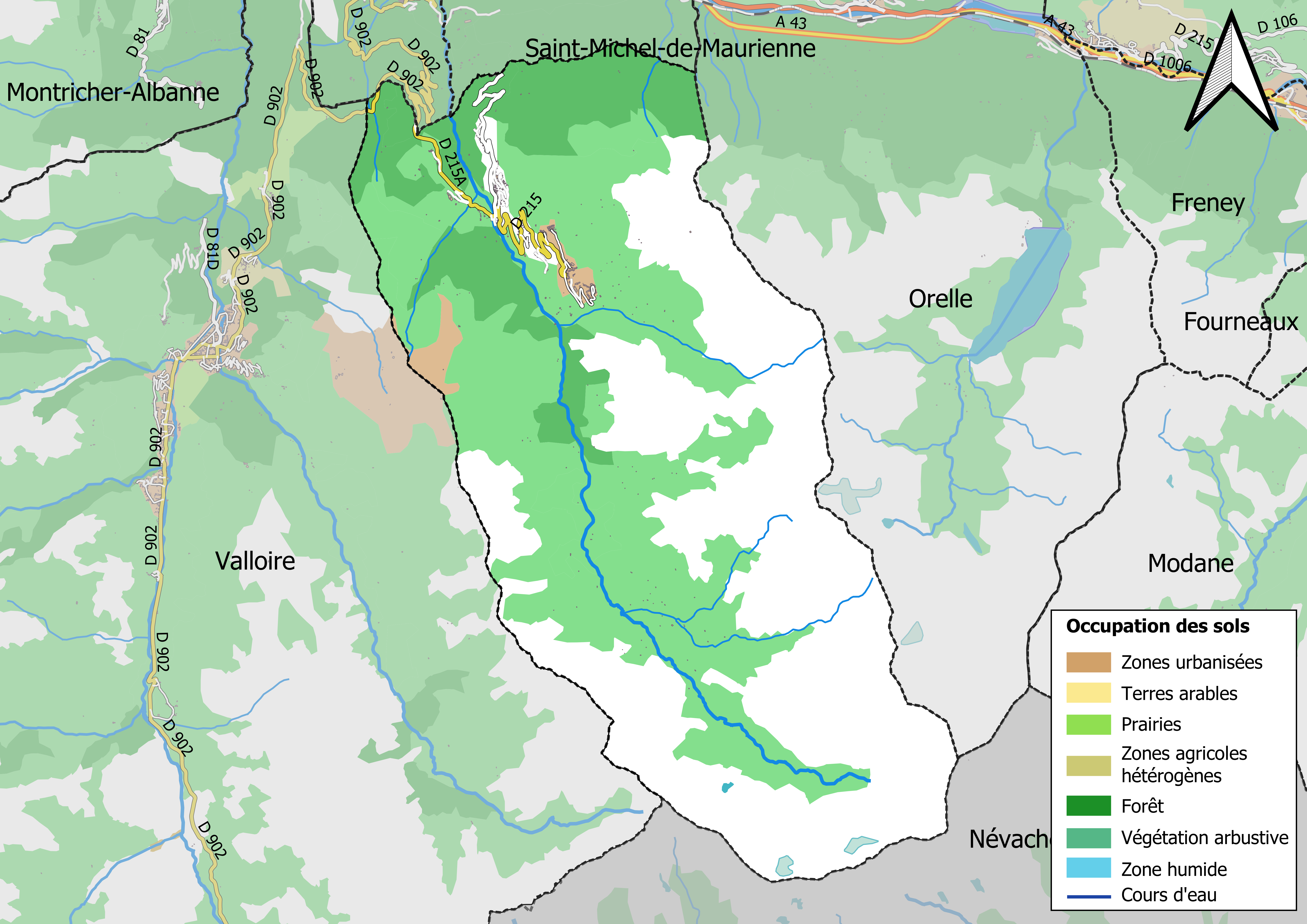
Carte des infrastructures et de l'occupation des sols en 2018 (CLC) de la commune.
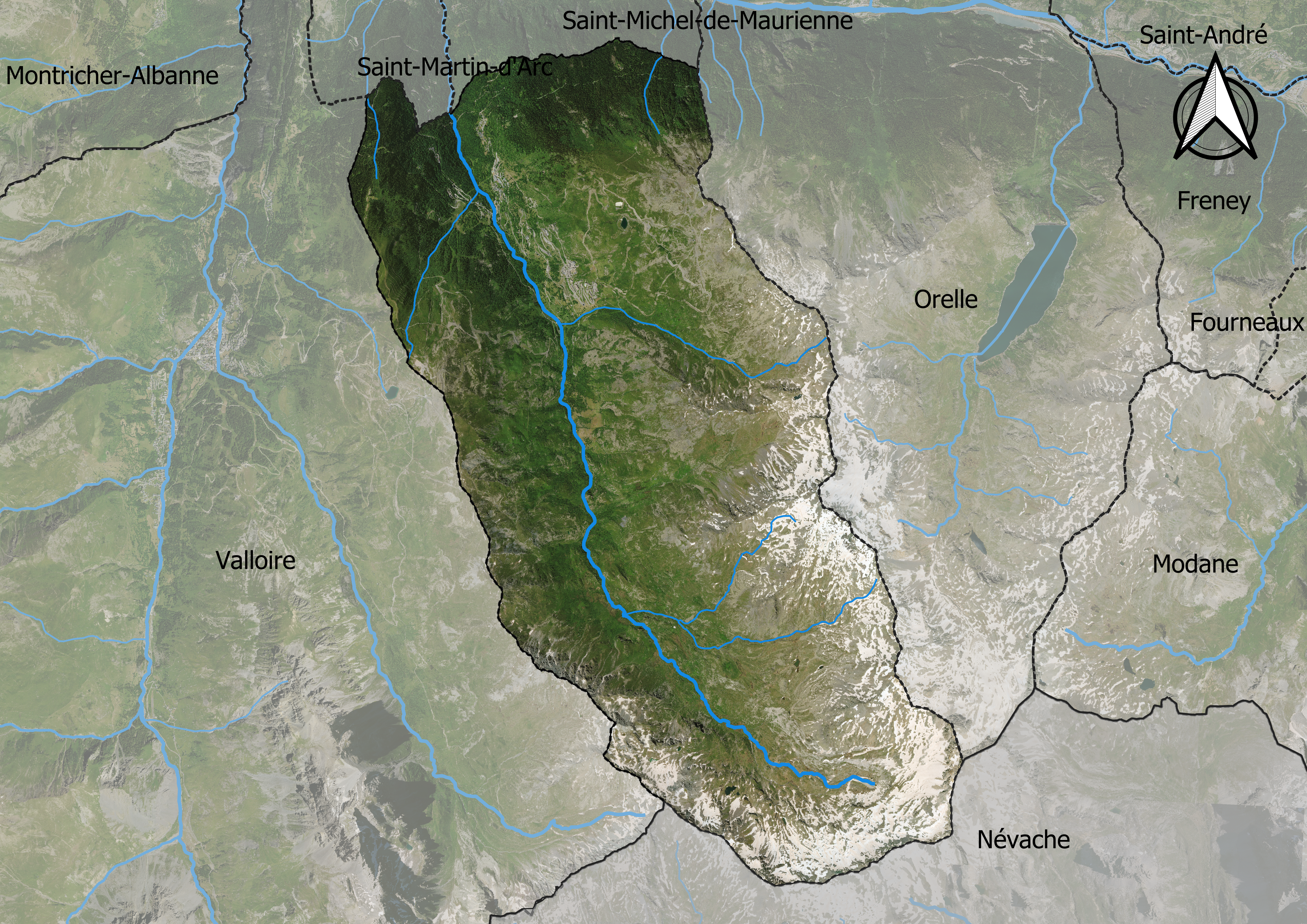
Carte orthophotogrammétrique de la commune.

## Toponymie
Les actes de la période médiévales mentionnent « in valle Manerii » (XIe à XIIe siècle), « ecclesia vallis Mainerri » (1200), « Apud vallem Meynerie » (1297), « Vallis Munerii » (1322), « Vallis Maignerii » (XIVe siècle), « ecclesia vallis meynerii » (1475), « Vallis Minerii » (1677),. Différentes formes modernes sont aussi « Valmeinier », « Varmenier » (1546), « Varmeynier » (1579), « Valmeynier » (XVIIe siècle),,.
L'historien Adolphe Gros rappelle que si l'étymologie a pu chercher une origine dans l'exploitation des mines dans la vallée, notamment au XVIIe siècle, le nom de Valmeinier est « sans conteste possible » le val ayant appartenu à un homme nommé Mainier ou Meinier. Ce nom d'homme serait d'origine germanique, dérivant de Maginharius.
En francoprovençal ou en arpitan savoyard, le nom de la commune s'écrit Vàrmeniél et se prononce « Vèrmenyeul » (retranscrit selon la graphie semi-phonétique de Conflans). Le chanoine Adolphe Gros indique qu'au début du XXe siècle le patois de la vallée de la Maurienne utilisait la forme Varmenier et dans la version locale celle de Varmeniel.

## Histoire

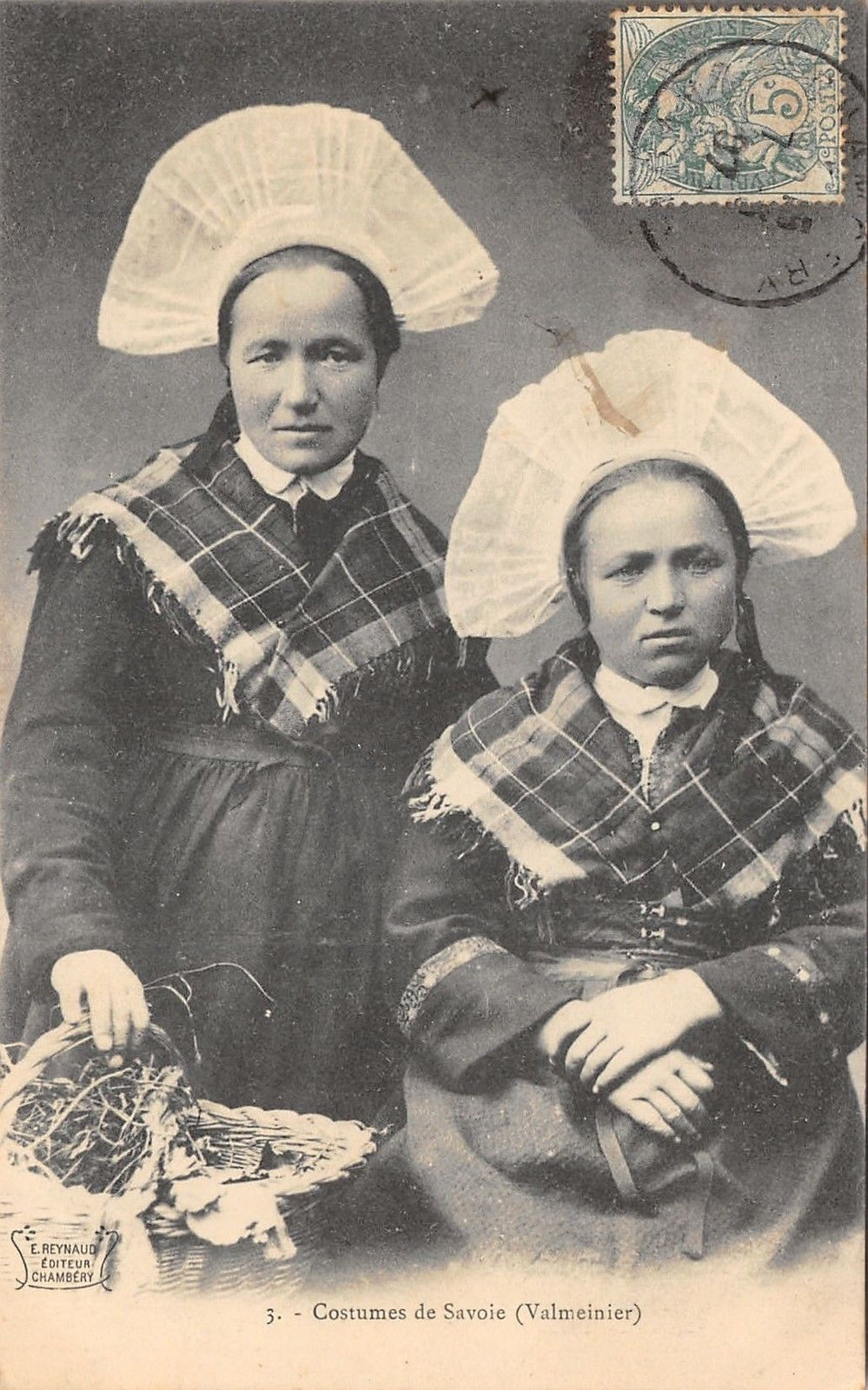
Costumes de Valmeinier.

Du XIIe au XVIIIe siècle, l'exploitation agricole était l'activité principale et Valmeinier vivait en quasi autarcie.
Du XVIIIe siècle jusqu'aux milieu du XIXe siècle, l'exploitation minière de lauzes et d'anthracites de bonnes qualités vient compléter le patrimoine de Valmeinier et diversifier les activités.
Le 1er octobre 1793, durant la période de la Révolution française, la bataille de Valmeinier opposa, dans le cadre de la conquête de la Savoie, les troupes françaises républicaines, fortes de 900 hommes stationnés à Valloire et composées du 4e bataillon de chasseurs (ci-devant Corses), du 2e bataillon de volontaires de la Haute-Loire et des 4e et 6e bataillons de volontaires de l'Ain, sous les ordres de l'adjudant-général Gilbert Marie Prisye, aux soldats piémontais renforcés par les habitants de Valmeinier qui refusaient l'ordre révolutionnaire. Les troupes révolutionnaires prirent Valmeinier, obligeant les Italiens à regagner les vallées d'Aoste, de Suse et de Pragela.
Du milieu du XIXe siècle jusqu'en 1960, pluriactivité des habitants de Valmeinier avec en parallèle d'un travail dans l'une des usines de la vallée de la Maurienne, une activité agricole. En effet, la production d'hydroélectricité ("houille blanche") et l'implantation d'usines (pour la production d'aluminium par exemple) a permis le développement économique de la vallée de la Maurienne.

## Politique et administration
| Période                                  | Période   | Identité              | Étiquette | Qualité |
| ---------------------------------------- | --------- | --------------------- | --------- | ------- |
| 1888                                     | 1888      | Charles Troccaz       |           |         |
| 1888                                     | 1892      | Jean-Pierre Excoffier |           |         |
| 1892                                     | 1900      | Jean-Michel Excoffier |           |         |
| avant 1995                               | ?         | Joseph Mulet          | PS        |         |
| mars 2001                                | mars 2008 | Philippe Baudin       |           |         |
| mars 2008                                | mars 2014 | Martine Noraz         |           |         |
| mars 2014                                | 2020      | Philippe Baudin       |           |         |
| 2020                                     | En cours  | Alexandre Albrieux    |           |         |
| Les données manquantes sont à compléter. |           |                       |           |         |

## Démographie
Les habitants de la commune sont appelés les Valmineux,.

L'évolution du nombre d'habitants est connue à travers les recensements de la population effectués dans la commune depuis 1793. Pour les communes de moins de 10 000 habitants, une enquête de recensement portant sur toute la population est réalisée tous les cinq ans, les populations de référence des années intermédiaires étant quant à elles estimées par interpolation ou extrapolation. Pour la commune, le premier recensement exhaustif entrant dans le cadre du nouveau dispositif a été réalisé en 2004.

En 2022, la commune comptait 578 habitants, en évolution de +15,83 % par rapport à 2016 (Savoie : +3,63 %, France hors Mayotte : +2,11 %).
| 1793 | 1800 | 1806 | 1822 | 1838 | 1848 | 1858 | 1861 | 1866 |
| ---- | ---- | ---- | ---- | ---- | ---- | ---- | ---- | ---- |
| 602  | 657  | 649  | 801  | 755  | 832  | 704  | 714  | 686  |

| 1872 | 1876 | 1881 | 1886 | 1891 | 1896 | 1901 | 1906 | 1911 |
| ---- | ---- | ---- | ---- | ---- | ---- | ---- | ---- | ---- |
| 653  | 646  | 651  | 663  | 613  | 613  | 600  | 612  | 602  |

| 1921 | 1926 | 1931 | 1936 | 1946 | 1954 | 1962 | 1968 | 1975 |
| ---- | ---- | ---- | ---- | ---- | ---- | ---- | ---- | ---- |
| 550  | 518  | 450  | 428  | 410  | 364  | 228  | 154  | 102  |

| 1982 | 1990 | 1999 | 2004 | 2006 | 2009 | 2014 | 2019 | 2022 |
| ---- | ---- | ---- | ---- | ---- | ---- | ---- | ---- | ---- |
| 105  | 257  | 395  | 509  | 561  | 406  | 520  | 566  | 578  |

## Économie

### Tourisme
En 2014, la capacité d'accueil de la commune-station, estimée par l'organisme Savoie Mont Blanc, est de 10 739 lits touristiques répartis dans 617 établissements. Les hébergements se répartissent comme suit : 69 meublés ; 9 résidences de tourisme ; un hôtel ; 6 centres ou villages de vacances ; deux refuges ou gîtes d'étape et une chambre d'hôtes.

#### Domaine skiable
Valmeinier est une station de sports d'hiver reliée au domaine skiable Galibier-Thabor (Valmeinier - Valloire), avec 2 750 m au sommet des pistes ; 160 km de pistes de ski alpin, plus de 400 enneigeurs, ski nocturne, espaces ludiques (snowpark), ULM, parcours raquettes, parapente, speedriding.
La station a obtenu plusieurs labels « Station club » ; « Grand domaine » et « Nouvelles glisses ».
Les deux premières remontées mécaniques qui permettaient alors de rejoindre les pistes du Crey-du-Quart ont été mises en service durant l'hiver 1973-1974, la station fêtant en 2024 ses 50 ans.
Aujourd'hui, le domaine de Galibier-Thabor compte 29 remontées mécaniques dont 2 télécabines, 17 télésièges et 10 téléskis, 89 pistes de tous niveaux : 8 noires, 34 rouges, 30 bleues, 17 vertes 
de 1430 à 2750 mètres d’altitude 
1320 m de dénivelée
80 moniteurs de ski travaillent dans la station.

## Cyclisme
Valmeinier a été à l'arrivée de la 7e étape du Tour de l'Avenir 2016, cette dernière montée classée en 1re catégorie. L'Australien Nick Schultz franchissait la ligne d'arrivée en vainqueur tandis que David Gaudu, vainqueur de l'étape de la veille, s'emparait du maillot jaune.

L'ascension de Valmeinier était à l'arrivée de la 7e étape du Critérium du Dauphiné 2025, que remportait Tadej Pogačar, déjà en tête du classement général.

## Culture locale et patrimoine

### Lieux et monuments
- Maisons de pierre, toits de lauze.
- Église du XVIIIe siècle.
- Chapelles rurales.
- Versant savoyard du massif du Mont Thabor.
- Torrents de la Neuvache, des Marches, des Culées.
- Panoramas des cols de Névache, de La Madeleine, de Valmeinier.
- Col des Marches.
- Mont Thabor (3 178 m) : panoramas sur les Écrins, la Meije, la Vanoise.

#### Sites communal et touristique
- Site de la Mairie
- (fr) Site de l'office de tourisme

#### Liens vers le site de l'INSEE
- « Bases de données : Commune de Valmeinier (73307), Département de la Savoie (73) », sur le site de l'INSEE - www.insee.fr (consulté en février 2015).
  - [PDF] « Valmeinier (73307 - Commune), Chiffres clés - « Évolution et structure de la population » », sur le site de l'INSEE - www.insee.fr (consulté en février 2015), p. 18 (Chiffres de 2009).
  - « Bases de données : Commune de Valmeinier (73307), Département de la Savoie (73) - « Chiffres clés Évolution et structure de la population » », sur le site de l'INSEE - www.insee.fr (consulté en février 2015)  (Chiffres de 2011, mise à jour le 28 juin 2012).